# MLF1
MLF1 (англ. Myeloid leukemia factor 1) – білок, який кодується однойменним геном, розташованим у людей на короткому плечі 3-ї хромосоми. Довжина поліпептидного ланцюга білка становить 268 амінокислот, а молекулярна маса — 30 627.
| 10         |  | 20         |  | 30         |  | 40         |  | 50         |
| ---------- |  | ---------- |  | ---------- |  | ---------- |  | ---------- |
| MFRMLNSSFE |  | DDPFFSESIL |  | AHRENMRQMI |  | RSFSEPFGRD |  | LLSISDGRGR |
| AHNRRGHNDG |  | EDSLTHTDVS |  | SFQTMDQMVS |  | NMRNYMQKLE |  | RNFGQLSVDP |
| NGHSFCSSSV |  | MTYSKIGDEP |  | PKVFQASTQT |  | RRAPGGIKET |  | RKAMRDSDSG |
| LEKMAIGHHI |  | HDRAHVIKKS |  | KNKKTGDEEV |  | NQEFINMNES |  | DAHAFDEEWQ |
| SEVLKYKPGR |  | HNLGNTRMRS |  | VGHENPGSRE |  | LKRREKPQQS |  | PAIEHGRRSN |
| VLGDKLHIKG |  | SSVKSNKK   |  |            |  |            |  |            |

A: Аланін

C: Цистеїн

D: Аспарагінова кислота

E: Глутамінова кислота

F: Фенілаланін

G: Гліцин

H: Гістидин

I: Ізолейцин

K: Лізин

L: Лейцин

M: Метіонін

N: Аспарагін

P: Пролін

Q: Глутамін

R: Аргінін

S: Серин

T: Треонін

V: Валін

W: Триптофан

Кодований геном білок за функціями належить до білків розвитку, фосфопротеїнів. 
Задіяний у таких біологічних процесах як клітинний цикл, диференціація, поліморфізм, альтернативний сплайсинг. 
Білок має сайт для зв'язування з ДНК. 
Локалізований у цитоплазмі, ядрі.